# Сан Дамиано Макра
Сан Дамиа̀но Ма̀кра (на италиански: San Damiano Macra; на пиемонтски: San Damian, Сан Дамиан, на окситански: San Dumian, Сан Дюмиан) е село и община в Северна Италия, провинция Кунео, регион Пиемонт. Разположено е на 743 m надморска височина. Населението на общината е 451 души (към 2010 г.).